# Chapelle Notre-Dame de Tréguron
La chapelle Notre-Dame de Tréguron est située à Gouézec, en France.

## Localisation
La chapelle est située sur le territoire de la commune de Gouézec, au lieu-dit Tréguron, dans le département du Finistère, en région Bretagne.

## Description
La chapelle Notre-Dame-de-Tréguron XVIe et XVIIe siècles), de fondation seigneuriale (Poulmic, La Bouexière, Coatanezre, Kervern), a été reconstruite en grande partie au XVIIe siècle ; elle comprend une nef avec collatéral nord et clocher gothique, un transept et une abside. Le chevet de type Beaumanoir date de 1653. La sacristie est datée de 1758. Parmi les statues, on trouve celles de Notre-Dame de Tréguron, une Vierge allaitante, avec socle portant la date de 1654, un groupe de Sainte Anne (XVIe siècle), saint Corentin, saint Éloi en pierre (XVIe siècle) (représenté en maréchal-ferrant), sainte Catherine, sainte Marguerite, saint Joseph, saint François d'Assise et crucifix du XVIe siècle.
Traditionnellement, Notre-Dame-de-Tréguron était la patronne des jeunes mères qui lui apportaient en ex-voto des bonnets d'enfants ou de petits membres de cire. Elle était invoquée tout particulièrement par les mères et les nourrices qui avaient besoin de lait pour leurs nourrissons : les femmes devaient « faire trois fois, le corsage déboutonné, le tour de la chapelle (...), se laver les seins à la fontaine après chaque tour, puis rentrer à l'église, réciter cinq Pater et cinq Ave et mettre quelque monnaie dans le tronc ».

## Historique
La chapelle est inscrite au titre des monuments historiques par arrêté du 1er mai 1922.

## Galerie

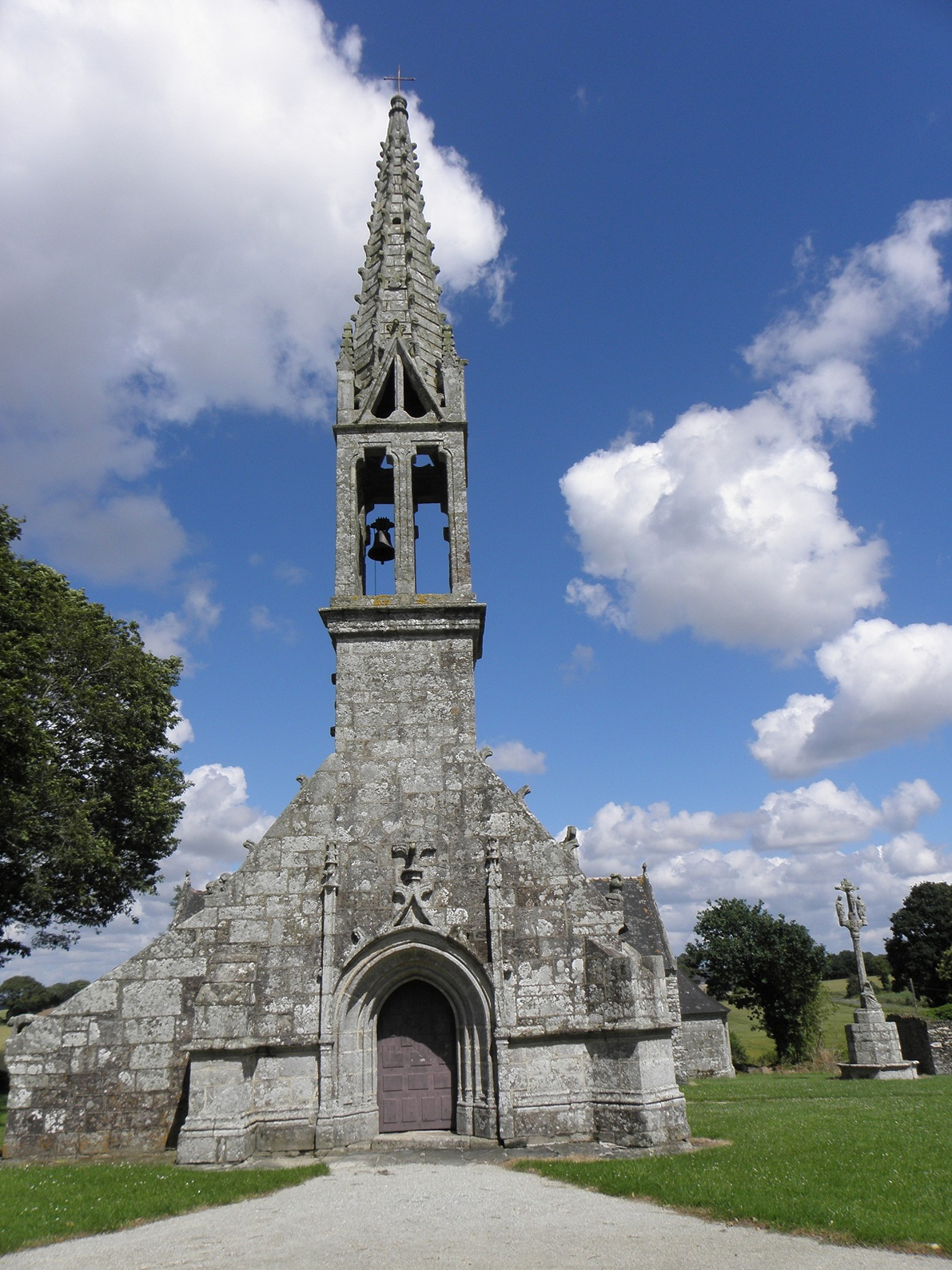
Chapelle Notre-Dame de Tréguron : façade occidentale.
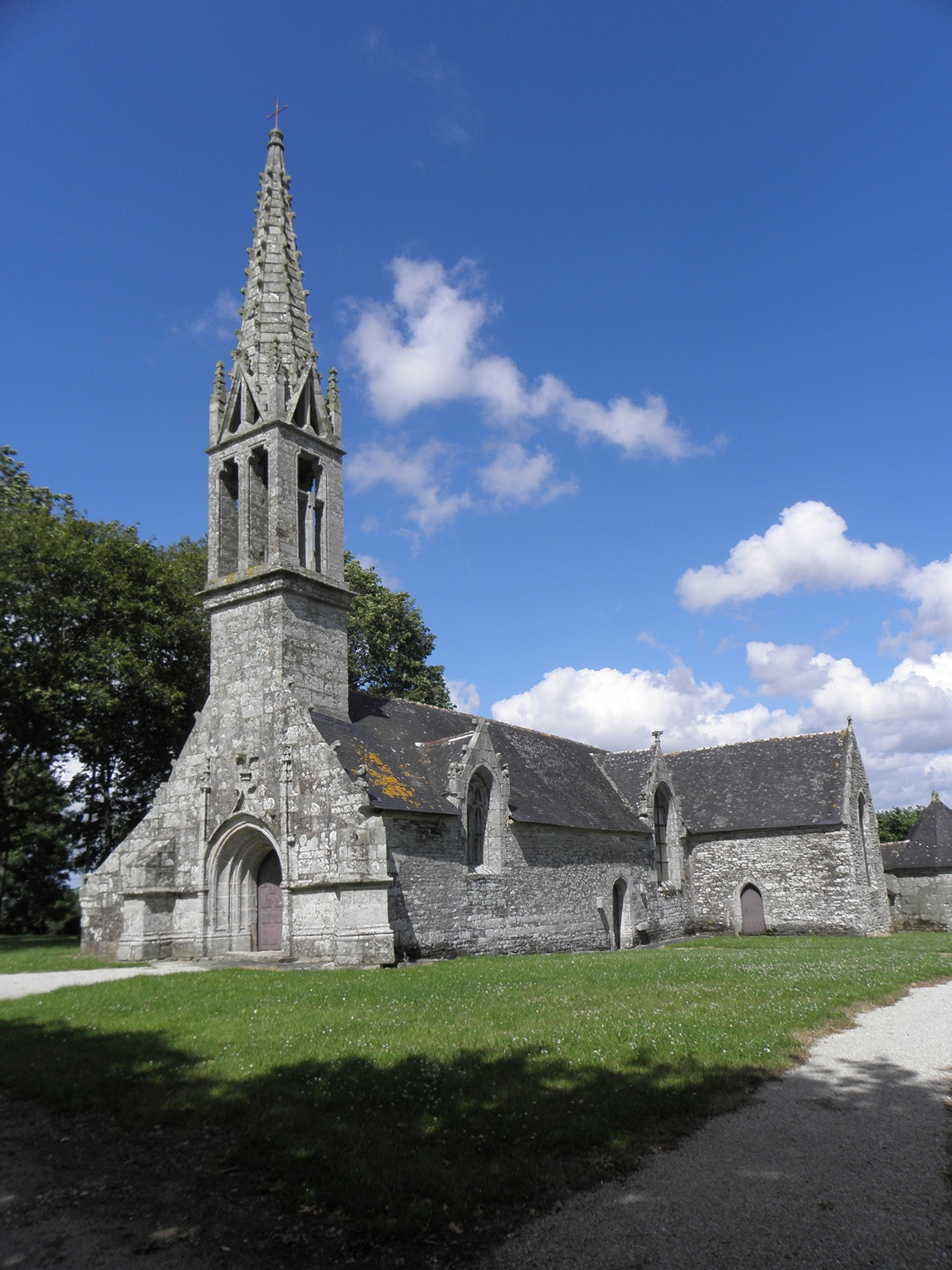
La chapelle Notre-Dame de Tréguron.
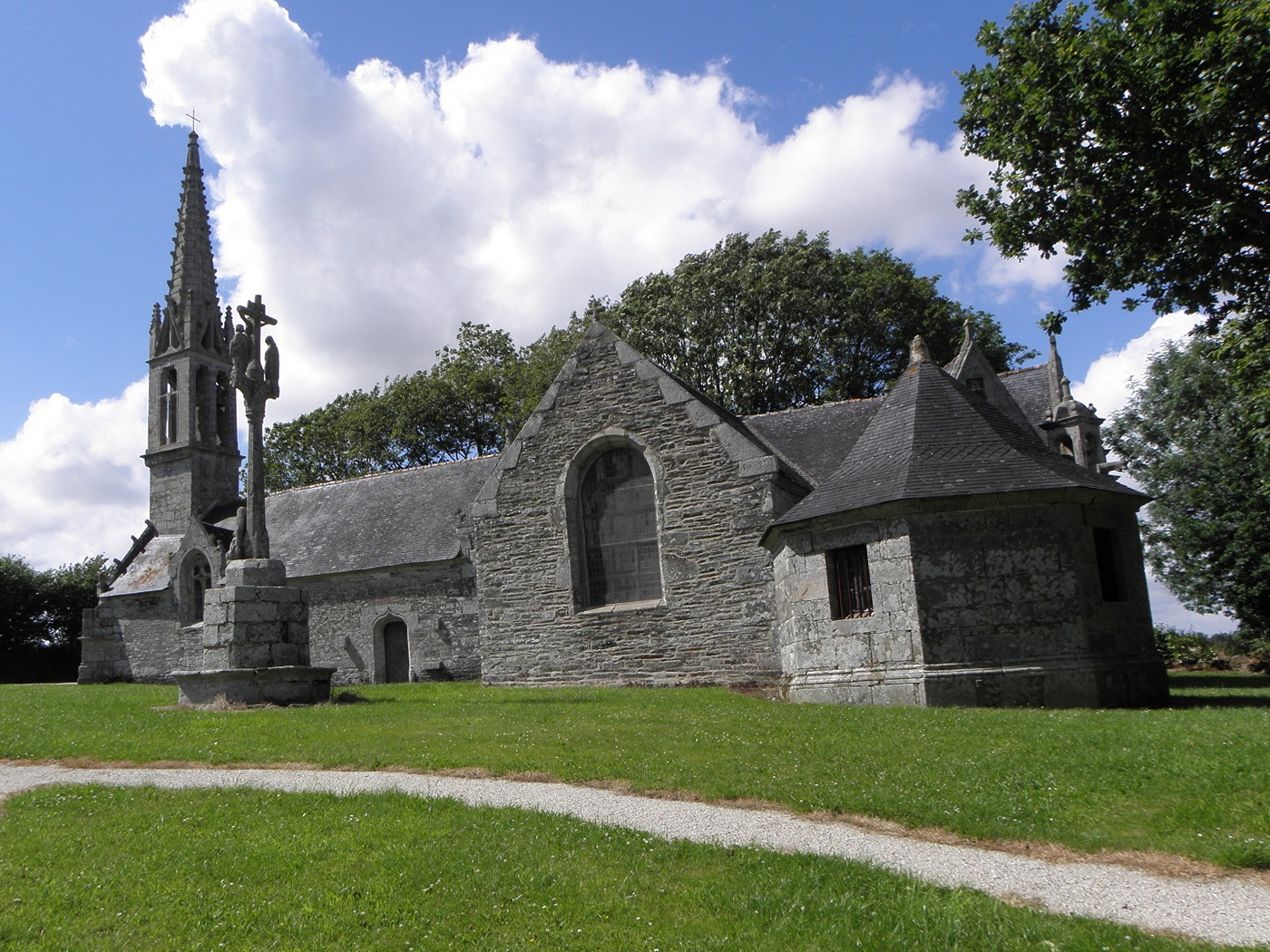
La chapelle Notre-Dame de Tréguron.
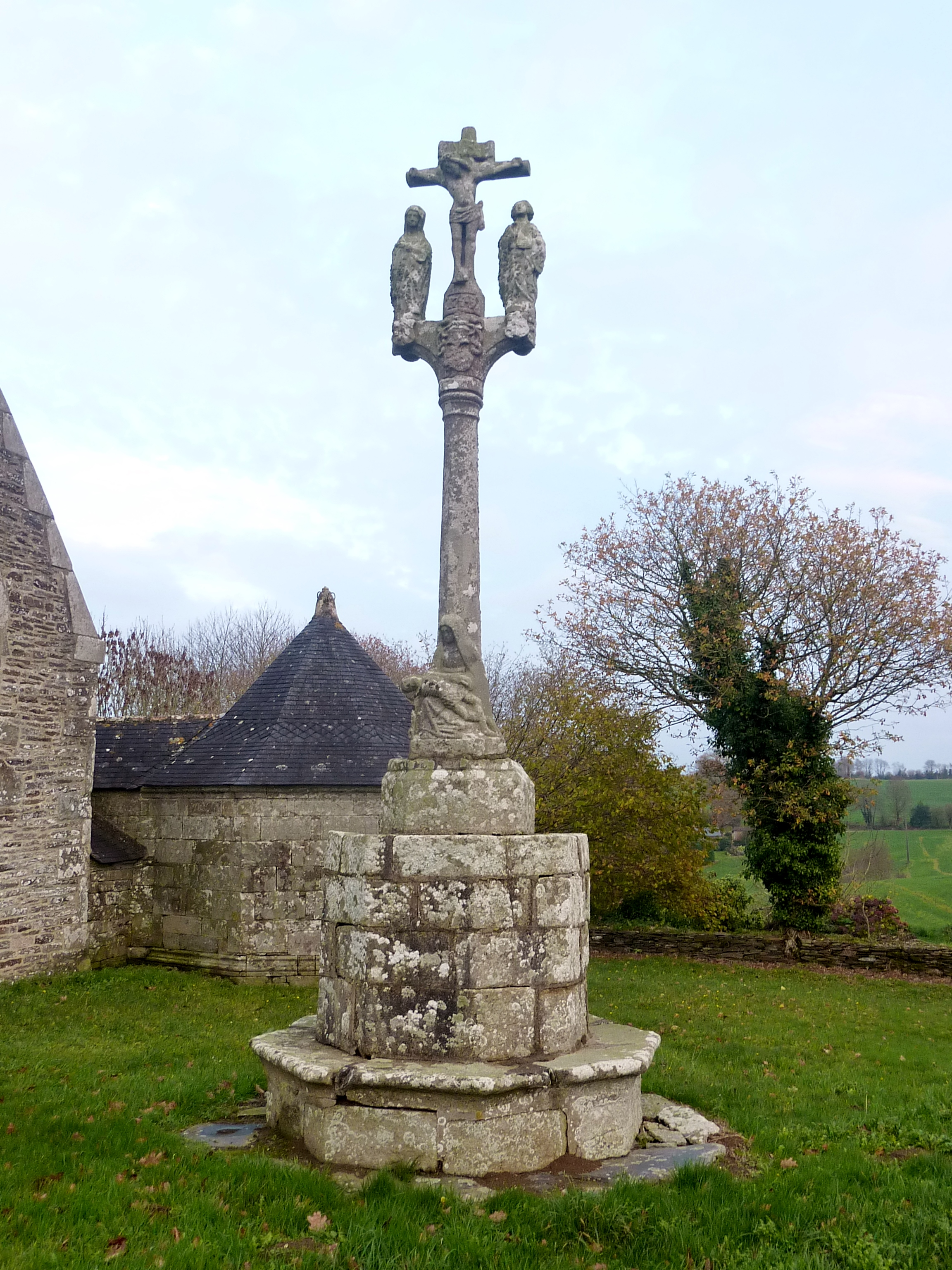
Calvaire près de la chapelle.
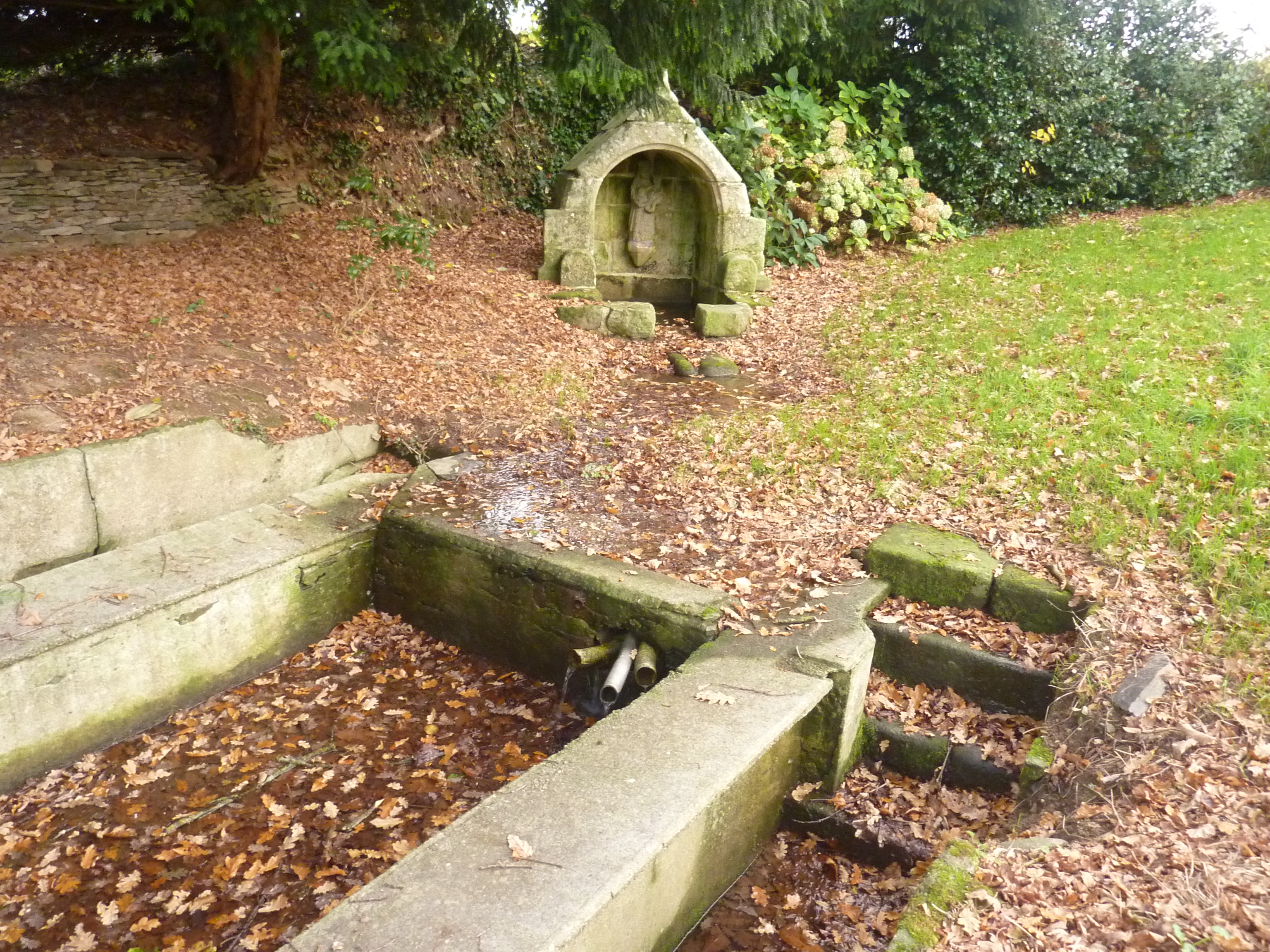
La fontaine et son bassin.
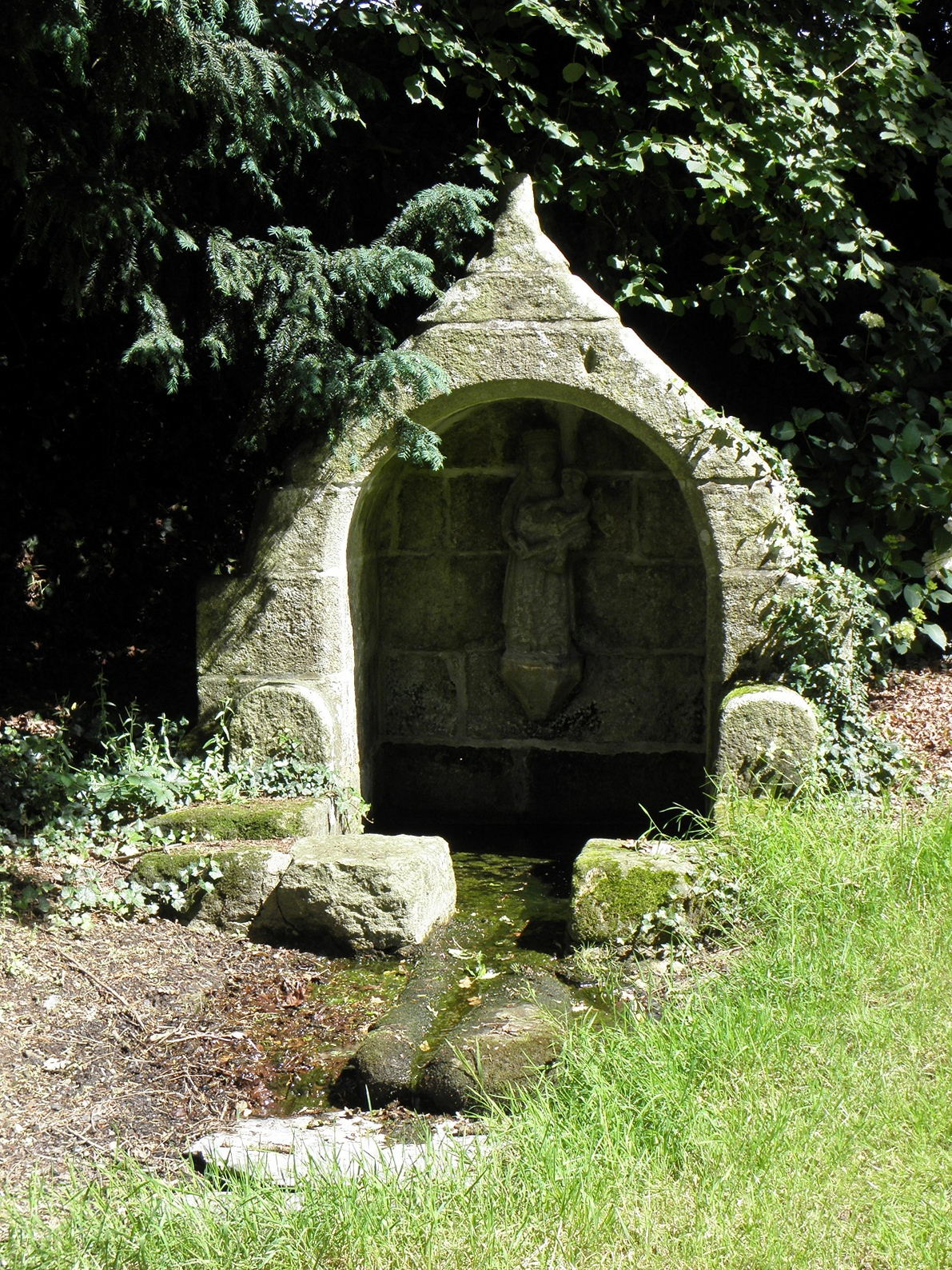
La fontaine près de la chapelle.
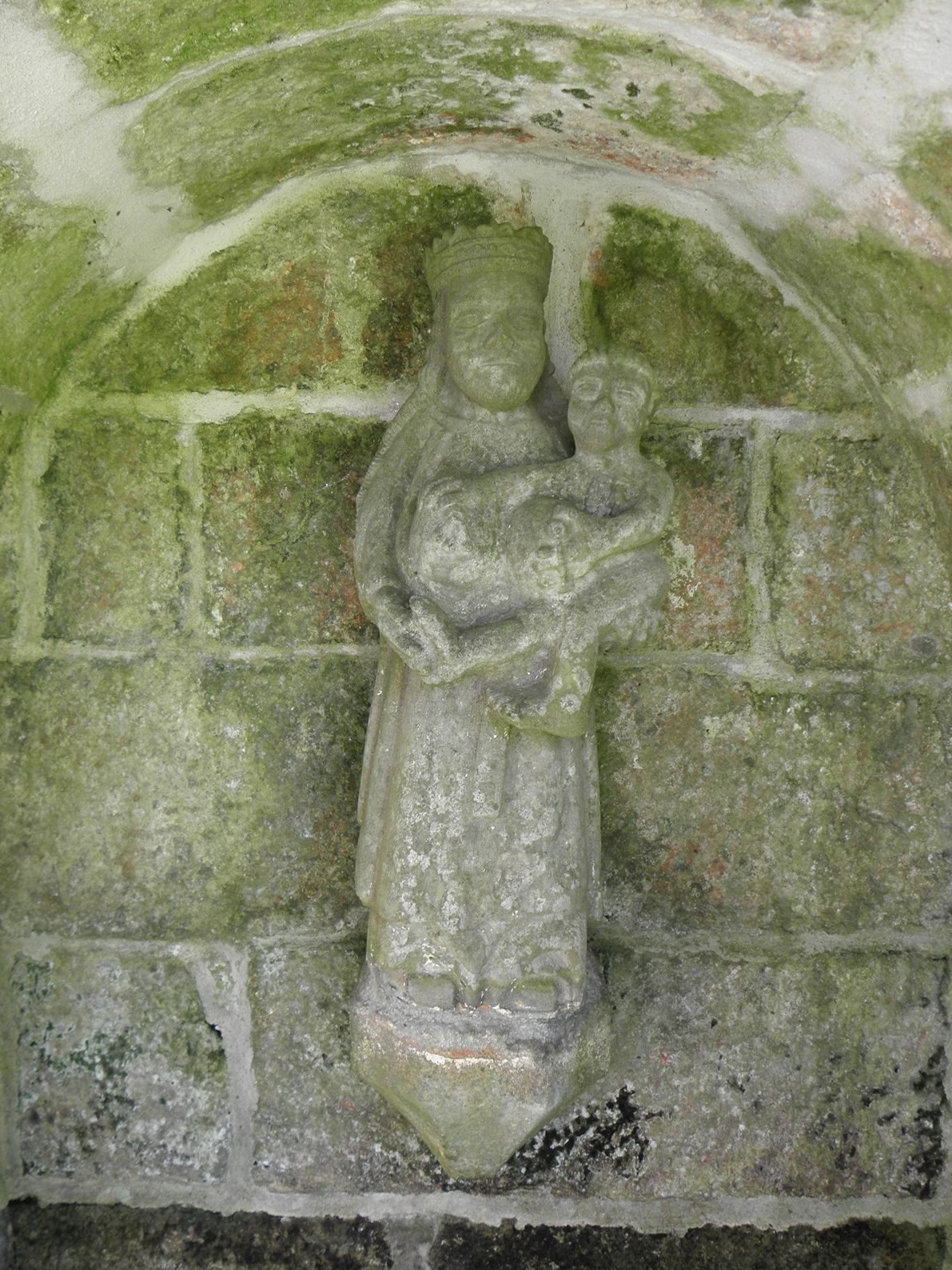
La fontaine près de la chapelle, statue de la Vierge à l'Enfant.